# Bryum subverticillatum
Bryum subverticillatum là một loài Rêu trong họ Bryaceae. Loài này được (Broth.) Ochi mô tả khoa học đầu tiên năm 1981.